# 维拉巴西利卡
维拉巴西利卡（義大利語：Villa Basilica），是意大利卢卡省的一个市镇。总面积36平方公里，人口1759人，人口密度48.9人/平方公里（2009年）。ISTAT代码为046034。